# Bero (domprost)
Bero, var en svensk präst i Vists församling och domprost i Linköpings församling. 

## Biografi
Bero var från 1286 curatus i Vists församling, Vists pastorat. Han blev senast 2 maj 1293 kanik i Linköping och var det åtminstone fram till 1319, då han även är domprost i Linköpings församling. Linköpings domkapitel och prepositus i Linköping intygade 3 februari 1314 att kyrkoherdarna i Domprosteriet, Västanstång och Kind har gått samma till en brandstodsförening. Kyrkoherdarna bands sig då till att ge ett öre till den som drabbats av sorts brandskada.
Bero stiftade ett prebende vid Linköpings domkyrka 31 mars 1319 och skänkte gårdar, altarprydnader och prästkläder till prebendet. Han beordrade prebendet att hålla mässor för hans själ. Den 25 november 1322 skickade han curatus Suno i Herrberga församling till Uppsala med 265 mark i peterspenningar. Bero nämns sista gången 22 februari 1329. En gravsten över honom ligger i Linköpings domkyrka.

### Gravsten
Inskrift på gravstenen i Linköpings domkyrka:
Sanctus erat jure quondam Bero Præposituræ,

Quem lapis iste premit, sed eum jus mortis ademit,

Hujus Lector eris memor, en! sibi commorieris.